# Зиндер, Лев Рафаилович
Лев Рафаи́лович Зи́ндер (26 декабря 1903 [8 января 1904], Санкт-Петербург — 23 августа 1995, там же) — советский и российский лингвист, специалист в области фонетики и фонологии; доктор филологических наук (1955), профессор филологического факультета СПбГУ.

## Биография
С 1919 года работал библиотекарем Киевской центральной детской библиотеки. В 1928 году окончил романо-германское отделение Ленинградского университета. С 1929 года работал в Кабинете экспериментальной фонетики, руководимом Л. В. Щербой, на кафедре общего языкознания. В 1938 году защитил кандидатскую диссертацию по вопросам фонологии немецкого языка.
В июле 1941 года вступил в народное ополчение, затем до конца войны служил переводчиком в штабе Ленинградского фронта. За выполнение воинского долга награждён орденом Красной Звезды.
После окончания войны до конца жизни работал на кафедре фонетики и методики преподавания иностранных языков Ленинградского университета — доцентом, профессором, заведующим, затем — профессором-консультантом. В 1955 году защитил докторскую диссертацию «Общая фонетика». В конце 1950-х — начале 1960-х годов создал на филологическом факультете отделение математической лингвистики и кафедру математической лингвистики, которой в течение нескольких лет заведовал одновременно с кафедрой фонетики.
Похоронен на Серафимовском кладбище Санкт-Петербурга.

## Научная деятельность

Могила Зиндера на Серафимовском кладбище Санкт-Петербурга.

Автор многочисленных работ в области фонетики, фонологии, германистики, прикладной лингвистики.
После смерти Л. В. Щербы именно он долгое время был хранителем традиций Ленинградской фонологической школы.

### Основные работы
- Зиндер Л. Р., Сокольская Т. В. Научная грамматика немецкого языка. — Л., 1938;
- Зиндер Л. Р. Сборник задач по общему языкознанию. — Л.: Изд-во Ленинградского университета, 1957 (и ряд переизданий);
- Зиндер Л. Р. Общая фонетика. — М.: Учпедгиз, 1960 (2-е изд. 1979);
- Зиндер Л. Р., Строева Т. В. Историческая фонетика немецкого языка. — М.; Л.: Просвещение, 1965;
- Зиндер Л. Р., Строева Т. В. Историческая морфология немецкого языка. — Л.: Просвещение, 1968;
- Зиндер Л. Р. Фонология и фонетика // Теоретические проблемы советского языкознания. — М.: Наука, 1968;
- Зиндер Л. Р., Маслов Ю. С. Л. В. Щерба — лингвист-теоретик и педагог. — Л.: Наука, 1982;
- Зиндер Л. Р., Строева Т. В. Пособие по теоретической грамматике и лексикологии немецкого языка. — М.: Высшая школа, 1985;
- Зиндер Л. Р. Очерк общей теории письма. — Л.: Наука, 1987;
- Зиндер Л. Р. Введение в языкознание: Сборник задач. — М., 1997 (2-е изд. 1998);
- Зиндер Л. Р. Теоретический курс фонетики современного немецкого языка. — СПб., 1997 (2-е изд. 2003);
- Зиндер Л. Р. Общая фонетика и избранные статьи. 2-е изд. — СПб.; М., 2007.